# Caloboletus firmus
Caloboletus firmus es un hongo bolete nativo de América del Norte. Hasta 2014, se conocía como Boletus firmus. Cambios en el marco filogénico de la familia Boletaceae llevaron a la transferencia de esta especie, junto con otros boletus relacionados —incluido Caloboletus calopus— al género Caloboletus. Fue descrita científicamente por primera vez en 1874 por el botánico estadounidense Charles Christopher Frost, a partir de especímenes recolectados en Nueva Inglaterra.